# Cantábrico, los dominios del oso pardo
Cantábrico, los dominios del oso pardo és una pel·lícula documental de naturalesa dirigida per Joaquín Gutiérrez Acha. Va ser estrenada el 31 de març de 2017 i mostra la vida de diversos animals de la serralada Cantàbrica, al nord d'Espanya, en el transcurs d'un any. A més de preses d'espècies emblemàtiques, com l'os bru (Ursus arctos), que apareix en el cartell de la pel·lícula, el llop ibèric (Canis lupus signatus) o el gall salvatge (Tetrao urogallus), la pel·lícula inclou fragments d'altres espècies menys conegudes pel gran públic o menys habituals en els documentals, com l'isard (Rupicapra pyrenaica), l'escurçó de Seoane (Vipera seoanei), l'abeller europeu (Pernis apivorus), la hormiguera fosca (Phengaris nausithous) o la merla aquàtica europea (Cinclus cinclus), passant per uns altres com el gaig (Garrulus glandarius), el gat muntès (Felis silvestris), l'ermini (Mustela erminea) o el salmó (Salmo salar). Dos dels moments més destacats són la primera cacera de llops ibèrics filmada i la presència en una mateixa presa de diversos exemplars de gall salvatge cantàbric.
El documental va ser gravat en diverses localitzacions de la serralada Cantàbrica repartides per les comunitats autònomes de Galícia, Castella i Lleó, Astúries i Cantàbria, durant més de dos anys.

## Premis
Premis Goya
| Any  | Categoria                    | Resultat |
| ---- | ---------------------------- | -------- |
| 2017 | Millor pel·lícula documental | Nominada |

Medalles del Cercle d'Escriptors Cinematogràfics
| Any  | Categoria                    | Resultat |
| ---- | ---------------------------- | -------- |
| 2018 | Millor pel·lícula documental | Nominada |